# 13097 Lamoraal
13097 Lamoraal este un asteroid din centura principală de asteroizi.

## Descriere
13097 Lamoraal este un asteroid din centura principală de asteroizi. A fost descoperit pe 23 ianuarie 1993 la Observatorul La Silla de Eric Walter Elst. Asteroidul prezintă o orbită caracterizată de o semiaxă mare de 2,34 ua, o excentricitate de 0,02 și o înclinație de 2,6° în raport cu ecliptica.